# Riocreuxia polyantha
Riocreuxia polyantha är en oleanderväxtart som beskrevs av Rudolf Schlechter. Riocreuxia polyantha ingår i släktet Riocreuxia och familjen oleanderväxter. Inga underarter finns listade i Catalogue of Life.